# 武平 (北斉)
武平（ぶへい）は、南北朝時代の北斉において、後主の治世に使用された元号。570年 - 576年。
578年、北斉の范陽王高紹義が、北斉滅亡後に突厥を頼って北辺に逃れ、営州の高保寧が北斉皇帝と奉じた際にも、武平の年号を使用している。『北斉書』や『北史』では「武平元年」と扱っているが、『廿二史考異』では後主の年号を沿用したと考証しており、武平8年を欠年とし、578年を「武平9年」と扱う。

## 西暦・干支との対照表
| 武平 | 元年  | 2年   | 3年   | 4年   | 5年   | 6年   | 7年   |
| 西暦 | 570年 | 571年 | 572年 | 573年 | 574年 | 575年 | 576年 |
| 干支 | 庚寅  | 辛卯  | 壬辰  | 癸巳  | 甲午  | 乙未  | 丙申  |

| 武平 | 9年   |
| 西暦 | 578年 |
| 干支 | 戊戌  |

| 前の元号 天統 | 中国の元号 北斉 | 次の元号 隆化 |